# Callitriche umbonata
Callitriche umbonata är en grobladsväxtart som beskrevs av Christoph Friedrich Hegelmaier. Callitriche umbonata ingår i släktet lånkar, och familjen grobladsväxter. Inga underarter finns listade i Catalogue of Life.